# Cylindroiulus gestroi
Cylindroiulus gestroi är en mångfotingart som först beskrevs av Filippo Silvestri 1898.  Cylindroiulus gestroi ingår i släktet Cylindroiulus och familjen kejsardubbelfotingar. Inga underarter finns listade i Catalogue of Life.